# Blackland
Blackland är en by i civil parish Cherhill, i distriktet Wiltshire, i grevskapet Wiltshire, i England. Byn är belägen 10 km från Chippenham. Blackland var en civil parish fram till 1890 när blev den en del av Calne Without. Civil parish hade 50 invånare år 1881.